# Zákon zachování
Ve fyzice se jako zákon zachování označuje tvrzení, že určitá měřitelná veličina fyzikálního systému se během vývoje tohoto systému nemění.
Každý zákon zachování odpovídá určitému druhu symetrie systému.

## Zákony zachování
U některých zákonů zachování nebylo nikdy pozorováno, že by byly (za nějakých speciálních podmínek) porušeny. Mezi takové zákony lze zařadit např.
- Zákon zachování energie
- Zákon zachování hybnosti
- Zákon zachování momentu hybnosti
- Zákon zachování elektrického náboje
- Zákon zachování barevného náboje
- Zákon zachování symetrie

Existuje také velká skupina zákonů, které jsou platné pouze za určitých podmínek (např. při nízkých rychlostech). Mezi takové zákony lze zařadit např.
- Zákon zachování hmotnosti (platí pouze při nízkých rychlostech)
- Zákon zachování baryonového čísla, leptonového čísla apod. (viz Zachovávající se veličiny základních interakcí)

## Lokální a globální zákony zachování
Zachovávající se veličiny systému se mohou zachovávat lokálně nebo globálně.
Pokud se částice nesoucí určitou zachovávající se veličinu pohybuje, pak při změření hodnoty této veličiny v počátečním bodě a konečném bodě dostaneme stejné hodnoty (což vyplývá z toho, že jde o zachovávající se veličinu). Otázkou je, zda se tato veličina zachovávala po celou dobu i mezi jednotlivými měřeními.
Pokud se hodnota veličiny nemění po celou dobu mezi měřeními, pak se hovoří o lokálním zachování. Jestliže však může po prvním měření zmizet a objevit se na jiném místě (se stejnou hodnotou, čímž je zajištěna platnost zákona zachování), pak se hovoří o globálním zachování.
V případě lokálního zachování musí existovat určitý druh nosiče (částice, pole), který zajišťuje přenos dané vlastnosti mezi různými body.
Podle Einsteina platí, že pokud se nějaká veličina zachovává, pak se zachovává lokálně. Toto tvrzení vyplynulo z teorie relativity.

## Vlastnosti
Vztah mezi zákonem zachování určité veličiny a nezávislostí fyzikálního systému na jistém druhu transformace, tedy na určitém druhu symetrie systému, zachycuje teorém Noetherové.
Zákony zachování jsou velmi důležité pro tvorbu fyzikálních teorií a jsou základem pro řešení fyzikálních rovnic.